# Балашов, Александр Владимирович
Александр Владимирович Балашов (Саша Балашов; род. 1960, Москва) — историк искусства, искусствовед, эксперт по музейным и выставочным коллекциям советской живописи, лектор и куратор художественных проектов и собраний живописи. Известен как коллекционер, автор статей, книг и художественных альбомов. Специализируется в области русского искусства XX века. Куратор собрания живописи «ЮниКредит Банка».

## Биография
Родился в 1960 году[уточнить] в Москве.
Закончил с отличием Институт стран Азии и Африки при МГУ. На историко-филологическом факультете специализировался в области истории культуры Востока.
Учился также в Дамасском университете.
С 2004 года автор книг серии «Новая история искусства» издательства Agey Tomesh по программе публикации материалов, освещающих малоизвестные страницы истории русского искусства XX века.
В 1990—1992 годах работал в журнале «Творчество». Главный редактор альманаха «Предмет искусства». Член редакционного совета «ХЖ».
Куратор целого ряда выставок и корпоративных собраний (Международный Московский Банк → ЮниКредит Банк), среди них «Московский форум художественных инициатив» (1997).
С 2010 года ведущий сайта издательской программы «Новая история искусства» — Артеология.

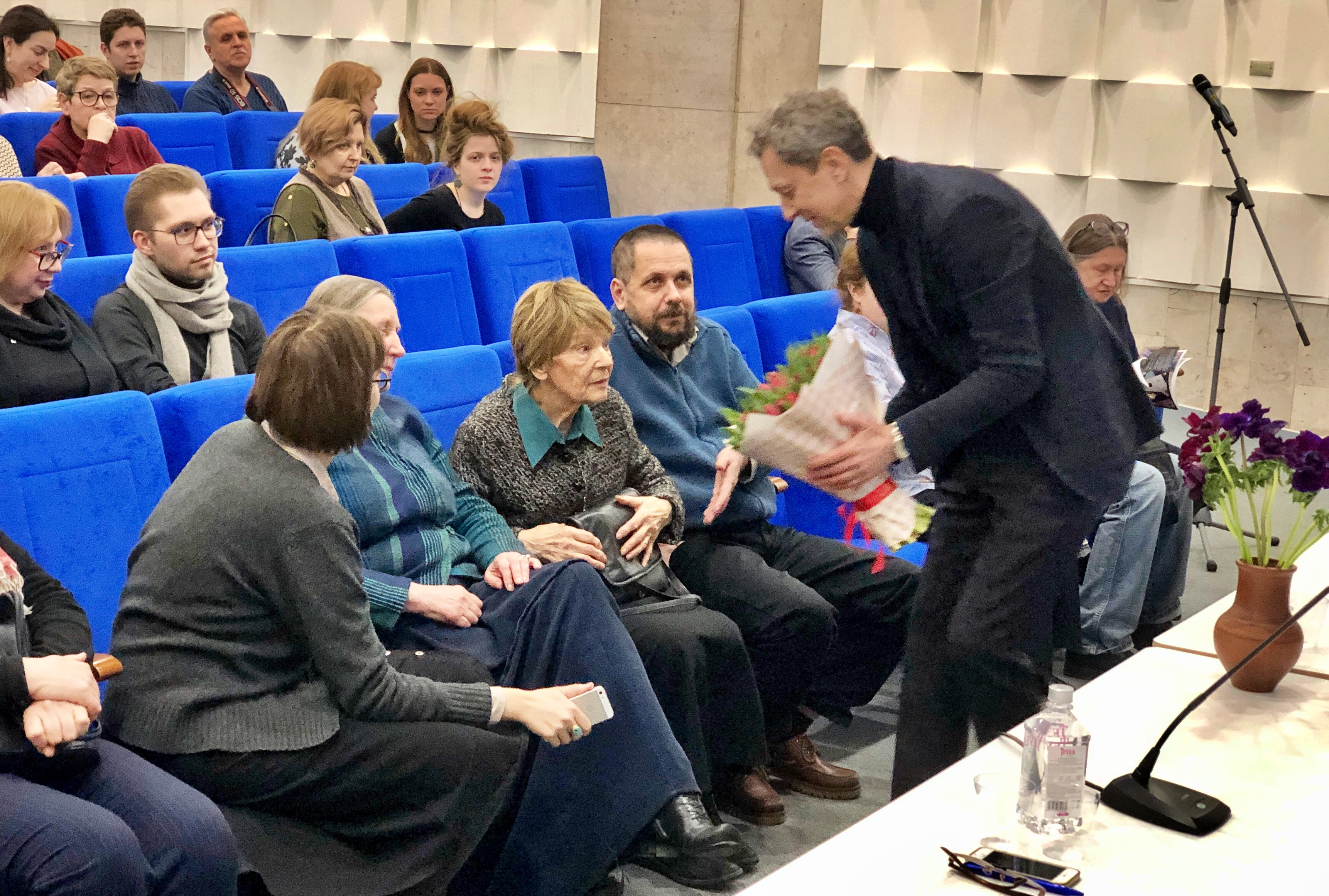
На вечере памяти C. М. Романовича, 2020

В 2018—2020 годах преподавал в Школе дизайна НИУ ВШЭ. Автор учебного курса: «Русское искусство XX между авангардом и посмодерном» (36 лекций).
С 2023 года входит в редакционный совет серийного издания: Журнал ВШЭ по искусству и дизайну (HSE University Journal of Art & Design).
Регулярно проводит серии лекций и творческие консультации по русской и советской живописи XX века.

## Исследования
Историк и теоретик современного искусства. Изучает русское искусство 1920-х и 1940-х годов, и художественные объединения первой половины XX века.
Декоративная информация.
Поставангард в СССР — авторы, истоки, явление и отражение в жизни.
Искусство как метод и источник оценки времени для работы историков и философов. Пределы воображения, нашим временем и местом.
Был научным консультантом выставки картин Александра Лабаса «Невесомость» (2024).
В 2024—2025 годх провёл авторский курс лекций в московском Центре Вознесенского по теме «Русское искусство 1920-х — 1930-х годов как опыт сотворения мира. Поколение художников-ровесников XX века: из 1920-х в 1960-е», где постарался ответить на актуальные вопросы истории советской живописи того времени:
- Насколько актуально и ценно искусство 1920-х годов?
- Почему сегодня мы так внимательно всматриваемся в произведения искусства, которым исполняется 100 лет?
- Почему с особым неравнодушием изучаем архитектуру, драматургию, читаем романы и стихи, смотрим фотографии и фильмы 1920-х и 1930-х?
- Может быть, в этом искусстве мы находим нечто, что утратила культура постмодерна, что потеряла современная культура?
- Кто они — главные действующие лица искусства того времени?
- Что это за явление? Каковы его истоки, основные черты и насколько оно значимо в истории национальной и мировой культуры?
- Может быть, говоря об искусстве 1920-х — 1930-х годов, мы говорим не столько о прошлом, сколько об опыте проектирования будущего?

### Публикации

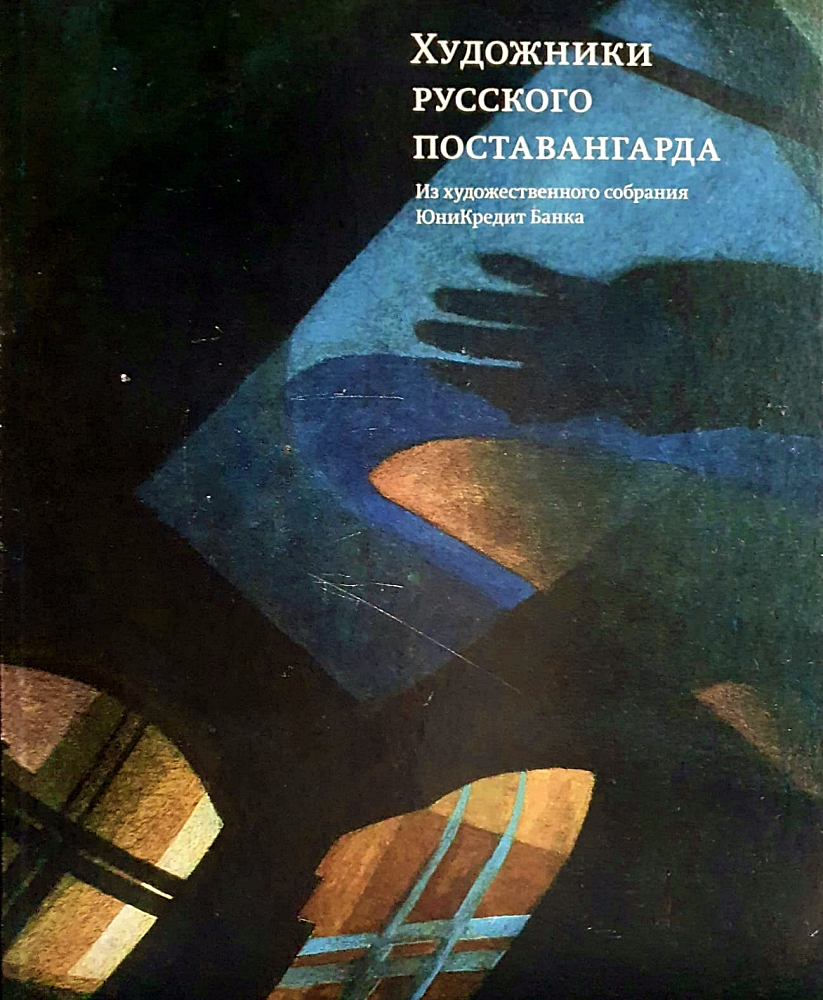
Обложка книги «Художники русского поставангарда: из художественного собрания ЮниКредит Банка», 2015

Автор художественных альбомов и книг, среди них:
- 2005 — Экспрессионизм. Эстетика маргинального искусства в России XX века. (Серия: Новая история искусства)
- 2005 — Семёнов‑Амурский.[22]
- 2006 — Барто[23]
- 2007 — Каменский[24]
- 2012 — Коротеев[25]
- 2015 — Художники русского поставангарда: из художественного собрания ЮниКредит Банка. М.: Agey Tomesh; WAM. 308 с.[26]
- 2015 — Владимир Семенский. Живопись, 2010—2015 / Петровичев А., Балашов А. 104 с. (Новая история искусства)
- 2016 — Георгий Щетинин. М.: Arteology. 304 с.
- 2018 — Шульц. (Арсений Шульц. Каталог-альбом.) М.: Arteology. 248 с. (и проект: Художник Арсений Шульц. Малоизвестное искусство начала XX века.)
- 2022 — Зусман. М.: Arteology (August Borg). 288 c. ISBN 978-5-906999-86-3. — книга о произведениях художника Л. П. Зусмана.

Автор статей, эссе и обзоров, среди них:
- Статьи в Художественном журнале (1993—1998)[27]
- Балашов А. Перед лицом времени // Academia. 2010. № 1. С. 96-100.[28]
- Балашов А. Путь живописи // Academia. 2010. № 2. С. 99-102.[29]
- Балашов А. Открытое множество Алексея Каменского // Диалог искусств. 2011. № 1. С. 92-97.[30]
- Балашов А. Вне зоны признания: [100 лет со дня рождения Арсения Леонидовича Шульца] // Диалог искусств. 2012. № 1. С. 86-93.[31]
- Балашов А. Карандаш, пространство, свет: [о выставке работ В. Фаворского, А. Билль, А. Ливанова, О. Бурыкиной, О. Иордан, Д. Филатова и др.] // Диалог искусств. 2012. № 1. С. 134—135.[32]
- Балашов А. Люди и город: [о выставке из собрания группы «Unicredit» в ЦСИ «Винзавод»] // Диалог искусств. 2012. № 1. С. 124—126.[33]
- Балашов А. Путешествия крылатого: [Георгий Щетинин — художник книги, мастер промграфики, педагог] // Диалог искусств. 2012. № 2. С. 82-87.[34]
- Балашов А. Allegoria Sacra, или кома культуры: [По поводу выставки в галерее «Триумф»] // Диалог искусств. 2012. № 2. С. 116—119.[35]
- Балашов А. Авангард — национальный ресурс? // Диалог искусств. 2014. № 4. С. 68-71.[36]
- Балашов А. Корпоративная коллекция как личный опыт // Русское искусство. 2014. № 3. С. 36-45.
- Александр Балашов: Обретение полифонии: [интервью с Л. Коваленко о собрании коллекции в ЮниКредит Банке] // Банки и деловой мир. 2016. 9 февр.[37]
- Балашов А. Георгий Щетинин: Там звучит другой язык // Диалог искусств. 2016. № 1/2. С. 146—153.
- Балашов А. Юрий Савельевич Злотников. Прямая речь // Диалог искусств. 2016. № 4. С. 106—113.[38]
- Балашов А. Графические циклы Михаила Соколова 1910-х — 1920-х годов // Михаил Соколов. Т. 1. Графика. Станковые произведения. М.: 2К, 2018.
- Балашов А. Возвращение живописи // Антонина Софронова. Т. 1. Живопись. М.: ModernArtConsulting, 2020.
- Балашов А. Другое настоящее // Диалог искусств. 2021. № 1. С. 78-85.
- Балашов А. Что в имени тебе моём? XX век: незавершённый проект // Трамвай искусств, 2021.[39]
- Балашов А. «Если говорить u2028о „большом Cеребряном веке“, для меня это пик цивилизации» // Новости искусства. № 117. 2024.
- Балашов А. Человек, который хотел сотворить мир: к выставке «Невесомость. Александр Лабас о скорости, прогрессе и любви». М.: Музей Новый Иерусалим, 2024.

### Выступления и интервью
Ведущий тематических авторских лекций, обучающих и научных семинаров, среди них:
- 2010 — Курс лекций «Русское искусство XX века: неизвестная история».
- 2012 — Лекция о малоизвестном объединении художников «Жар-Цвет»[40].
- 2016 — Интервью: Обретение полифонии, Банки и деловой мир.
- 2021 — Первые студенческие междисциплинарные дебаты «Право влияет на искусство vs. Искусство влияет на право»[41]
- 2022 — Искусство и время (ВШЭ) — искусство как картина будущего мира. Опыт русского искусства XX века и формирование картины мира. Советское искусство авангарда и после авангарда — пролог и проект будущего.
- 2022 — Право и искусство[42]
- 2023 — Лекция-экскурсия по выставке «Прогулка мечтателя». О непростой жизни Федора Семенова-Амурского, его творчестве и влиянии французской школы, учёбе во ВХУТЕМАСе и многом другом.
- 2024 — Интервью: «Если говорить u2028о „большом Серебряном веке“, для меня это пик цивилизации», The Art Newspaper Russia.
- 2024 — «Поставангард — искусство будущего» — лекция в музее Новый Иерусалим[43]
- 2024—2025 — Открытые лекции в московском Центре Вознесенского об отечественных художниках 1920-х — 1930-х годов[44], наибольший успех имела лекция «Женщины и женский взгляд на мир в искусстве 1920-х»[45]:

Введение в проблематику поставангарда
- Полифоническое искусство 1920-х годов: история со множеством неизвестных и поколение ровесников века. Лица и голоса времени. Художественные объединения 1920-х. Авангард и поставангард. Большой Серебряный век.
- Живопись и метафизика: русский космизм в искусстве 1920-х годов и его трансформация в 1960-х. Общество художников и поэтов «Маковец». Василий Чекрыгин и философия общего дела Николая Фёдорова. Сергей Романович: искусство после Ларионова.
- Живопись между эстетизмом и экзистенцией: романтический пассеизм Михаила Соколова. Искусствознание в 1920-х и проблема описания искусства поставангарда. Антонина Софронова и «Группа 13». Анатолий Шугрин и логика живописи в ХХ столетии: воскрешение через беспредметность.
- Биография художника как метафора времени: искусство 1920-х годов как пространство исследований и открытий. Арсений Шульц, его рисунки 1928—1932 годов и роман М. А. Булгакова «Мастер и Маргарита».

Пути русского космизма в искусстве XX века
- Искусство по ту сторону истории: три выставки объединения «Путь живописи». Лев Жегин и его ученики. Татьяна Александрова, Григорий Костюхин. Василий Коротевв: живопись как ритм, космос и медитация.
- Художник и книга. Георгий Щетинин: текст, иллюстрация, экзистенция. «Люди из захолустья». «марфа и Мария». Чёрные картины. Франсуа Вийон. Круг общения.
- «Амаравелла». Интуитивизм или искусство между космизмом и герметизмом. Творческий путь Петра Фатеева. Воспоминания Бориса Смирнова-Русецкого.
- Художники-ровесники века в культуре 1960-х. Искусство космической эры или искусство взрослого человека. Фёдор Семёнов-Амурский, Ростислав Барто

Русское искусство 1920-х годов. Возвращение к мысли о будущем
- Искусство 1920-х годов и «социалистический реализм». ОСТ и АХРР: конфликт, определивший содержание времени.
- Русское искусство 1920-х годов как территория исследований и открытий. Новая история и новые имена: Виктор Смирнов, Константин Кузнецов, Андрей Галкин, Фёдор Константинов.
- Женщины и женский взгляд на мир в искусстве 1920-х. Александра Кольцова-Бычкова, Варвара Бубнова, Магдалина Вериго, Татьяна Маврина, Александра Корсакова, Мария Мыслина.
- Советское искусство 1920-х годов как проект будущего и альтернатива современности. Взгляд из ХХI века: проблема понимания и интерпретации.

### Выставки
Научный консультант выставок:
- 2024 — «Невесомость» — выставка картин А. А. Лабаса.
- 2025 — «Свет между мирами» — искусство 1920—1930-х из Нукуса и Нового Иерусалима на выставке в музее «Новый Иерусалим»[46].

## Галерея
На лекциях А. Балашова в 2024—2025 годах (с его цитатами):
| - «Авангардизм — это искушение» - «Совершенная форма не важна» - «Достоверность — истинная правда» - «Чувство истории приходит с возрастом» - «Искусство — это поиск истины» - Близкое знакомство с произведениями Зусмана - Зрители на лекции ... |